# Рождество Богородично (Костинци)
Рождество Богородично или „Света Богородица“ (на македонска литературна норма: „Света Богородица“) е късносредновековна православна църква в прилепското село Костинци, Северна Македония. Църквата е под управлението на Преспанско-Пелагонийската епархия на Македонска православна църква.
„Света Богородица“ е гробищна църква, разположена в северния край на селото и издигната на няколко фази. В първата от 1624/25 година е издигната малка еднокорабна църква, с полукръгъл свод и тристранна апсида на източната страна. След известно време в същия XVII век църквата е разширена на запад с притвор и трем. Църквата е цялостно изписана. В наоса има два слоя живопис от XVII и от XIX век, а в притвора се среща живопис от XVII, XVIII и XIX век.
В периода от 1997 до 2000 година е извършена цялостна консервация на църквата като архитектура и живопис. Живописта в Костинци е дело на зографи, които добре познават не само иконографията, но и художествените техники.
- Стенописи
- Надписът в храма
- Стенописи
- Икони